# Плюмельйо-Б'єзі
Плюмельйо-Б'єзі (фр. Pluméliau-Bieuzy) — муніципалітет у Франції, у регіоні Бретань, департамент Морбіан. Плюмельйо-Б'єзі утворено 1 січня 2019 року шляхом злиття муніципалітетів Б'єзі i Плюмельйо. Адміністративним центром муніципалітету є Плюмельйо. Населення — 4438 осіб (01.01.2021).